# Heaven's on Fire
"Heaven's on Fire" är en låt av det amerikanska hårdrocksbandet KISS. Låten utgavs som den första singeln från skivan Animalize 19 september 1984. Den tog sig till plats 49 på Billboard Hot 100. Låten skrevs av sångaren/gitarristen Paul Stanley och producenten Desmond Child. 
Den är en av få sånger från bandets icke sminkade period som fortfarande framförs live regelbundet. "Heaven's on Fire" spelades live från 1984 till 1995. Låten var tillbaka 2000 och spelades då fram till 2002. Efter det har låten spelats live mellan 2005 och 2007. 

## Coverversioner
Coverversioner har spelats in av den svenska tjejgruppen STAR och den kanadensiska gruppen Daiquiri. Även Alice Svensson har gjort en coverversion som blev uppmärksammad av Kiss själva. Clarisse Muvemba från Popstars 2002 har gjort en cover, som finns tillgänglig på Popstars samlingsalbum.